# Luzhi
Luzhi (chinois : 甪直镇 ; pinyin : lùzhí zhèn est un bourg du district de Wuzhong à Suzhou, dans la province du Jiangsu, en République populaire de Chine. Avec Tongli (同里镇) et Zhouzhuang (周庄), ce sont 3 vieux bourgs aux canaux du Jiangnan qui entrent dans le classement du patrimoine mondial de l'UNESCO.